# Neuville-sur-Escaut
Neuville-sur-Escaut és un municipi francès, situat a la regió dels Alts de França, al departament del Nord. L'any 2006 tenia 2.709 habitants. Limita al nord amb Lourches, a l'est amb Douchy-les-Mines, al sud-est amb Noyelles-sur-Selle, al sud amb Lieu-Saint-Amand i a l'oest amb Bouchain.

## Demografia
| 1962                                       | 1968  | 1975  | 1982  | 1990  | 1999  | 2006  |
| ------------------------------------------ | ----- | ----- | ----- | ----- | ----- | ----- |
| 2.975                                      | 3.096 | 3.287 | 3.042 | 2.995 | 2.799 | 2.709 |
| Des de 1962: població sense dobles comptes |       |       |       |       |       |       |

## Administració
| Període   | Identitat          | Partit |
| --------- | ------------------ | ------ |
| 1929-1944 | Arsène Hernequet   |        |
| 1944-1959 | Léon Simon         |        |
| 1959-1970 | Auguste Richez     |        |
| 1970-1995 | Lucien Vennin      |        |
| 1995-2008 | Francis Campedelli | PS     |
| 2008-     | Pascal Jean        | PCF    |